# シャルヘイ・シュンジカウ
シャルヘイ・シュンジカウ（ラテン語: Siarhei Shundzikau、1981年7月10日 - ）はベラルーシのホメリ出身の男子柔道家。身長180cm。

## 来歴
2004年のアテネオリンピック81kg級では2回戦で敗れた。2008年の北京オリンピックでは初戦で敗れた。2009年の世界選手権では3位となった。

## 主な戦績
- 2000年 - ヨーロッパジュニア　3位
- 2004年 - ロシア国際　2位
- 2005年 - ポーランド国際　優勝
- 2005年 - エストニア国際　優勝
- 2005年 - 世界軍人選手権大会　3位
- 2006年 - ヨーロッパ選手権　優勝
- 2006年 - 世界軍人選手権大会　3位
- 2007年 - ヨーロッパ選手権　2位
- 2007年 - ルーマニア国際　優勝
- 2009年 - ワールドカップ・ワルシャワ　優勝
- 2009年 - グランドスラム・モスクワ　優勝
- 2009年 - 世界選手権　3位